# Lingua apache di pianura
La Lingua apache di pianura (o Kiowa-Apache) è una lingua athabaska, della famiglia linguistica delle lingue na-dene, parlata in Oklahoma (Stati Uniti), nella contea di Caddo. La lingua forma un sottogruppo all'interno delle lingue apache (o lingue athabaska meridionali).
Si è estinta nel 2008, con la morte dell'ultimo madrelingua.

## I Kiowa-Apache
Il nome di Kiowa-Apache era stato dato ad un piccolo gruppo di apache per il fatto che essi vivevano anticamente, in simbiosi con i Kiowa, formando un clan all'interno di questa nazione, mantenendo tuttavia la loro differenza linguistica.
Oggigiorno si preferisce la definizione di apache delle pianure, anche se si tratta di una lingua in via d'estinzione, infatti al censimento del 1990, solo 18 persone dichiararono di parlarla.

## Fonologia

### Consonanti
Di seguito la lista dei fonemi consonantici dell'apache delle pianure, accompagnato dalla loro pronuncia : 
|            |                   | Bilabiale | Alveolare | Alveolare | Postalveolare | Dorsale | Dorsale | Glottale |
| ---------- | ----------------- | --------- | --------- | --------- | ------------- | ------- | ------- | -------- |
| Centrale   | Laterale          | Bilabiale | Palatale  | Velare    | Postalveolare |         |         | Glottale |
| Occlusiva  | Semplice          | b         | d         |           |               |         | g       | ʼ        |
| Occlusiva  | Prenasalizzazione |           | ⁿd        |           |               |         |         |          |
| Occlusiva  | Aspirata          |           | t         |           |               |         | k       |          |
| Occlusiva  | Eiettiva          |           | tʼ        |           |               |         | kʼ      |          |
| Affricata  | Semplice          |           | dz        | dl        | dž            |         |         |          |
| Affricata  | Aspirata          |           | ts        | tł        | tš            |         |         |          |
| Affricata  | Eiettiva          |           | tsʼ       | tłʼ       | tšʼ           |         |         |          |
| Fricativa  | sorda             |           | s         | ł         | š             |         | h       | h        |
| Fricativa  | Sonora            |           | z         |           | ž             |         | ɣ       |          |
| Nasale     | Nasale            | m         | n         |           |               |         |         |          |
| Liquida    | Liquida           |           |           | l         |               |         |         |          |
| Semivocale | Semivocale        | w         |           |           |               | j       |         |          |